# Caluco
Caluco è un comune del dipartimento di Sonsonate, in El Salvador.
Il municipio si divide in 8 cantoni (frazioni) e 13 caseríos (caseggiati). Conta una popolazione di 9 139 abitanti (censimento 2007).
Il territorio è attraversato dal torrente Aguas Caliente, chiamato così per le sue sorgenti di acque termali.
Nel comune si trovano otto scuole e un ambulatorio ma nessun ospedale.

## Storia
Nel territorio comunale si trova le Ruinas de Caluco che sono resti di antiche civiltà.

## Economia
Colture principali sono il grano, il caffè, ortaggi e frutta. Si allevano maiali e uccelli da cortile. L'industria principale è alimentata dalla miniera di calce.